# レバンガホスピタル
『レバンガホスピタル』は、北海道文化放送で放送されているスポーツ情報番組。

## 出演者
- 折茂武彦（スーパードクター）
- 吉田雅英
- 中村剛大
- 福本義久
- 石野智子